# Lava Tongue Pass
Der Lava-Tongue-Pass (englisch für Lavazungenpass) ist eine Gebirgsrinne mit nordsüdlichem Verlauf in der Royal Society Range des ostantarktischen Viktorialands. Sie halbiert den Gebirgskamm Radian Ridge auf einer Höhe von 1850 m.
Den deskriptiven Namen verlieh dem Pass das New Zealand Geographic Board 1994 in Anlehnung an einen erstarrten Lavastrom, der den Pass ausfüllt.